# 欧直AS532美洲狮直升机
欧直AS532美洲狮直升机，是由欧洲直升机公司研发的双发通用直升機。AS532是在法国宇航AS332超級美洲狮直升机军用型的升级版本。

## 使用者

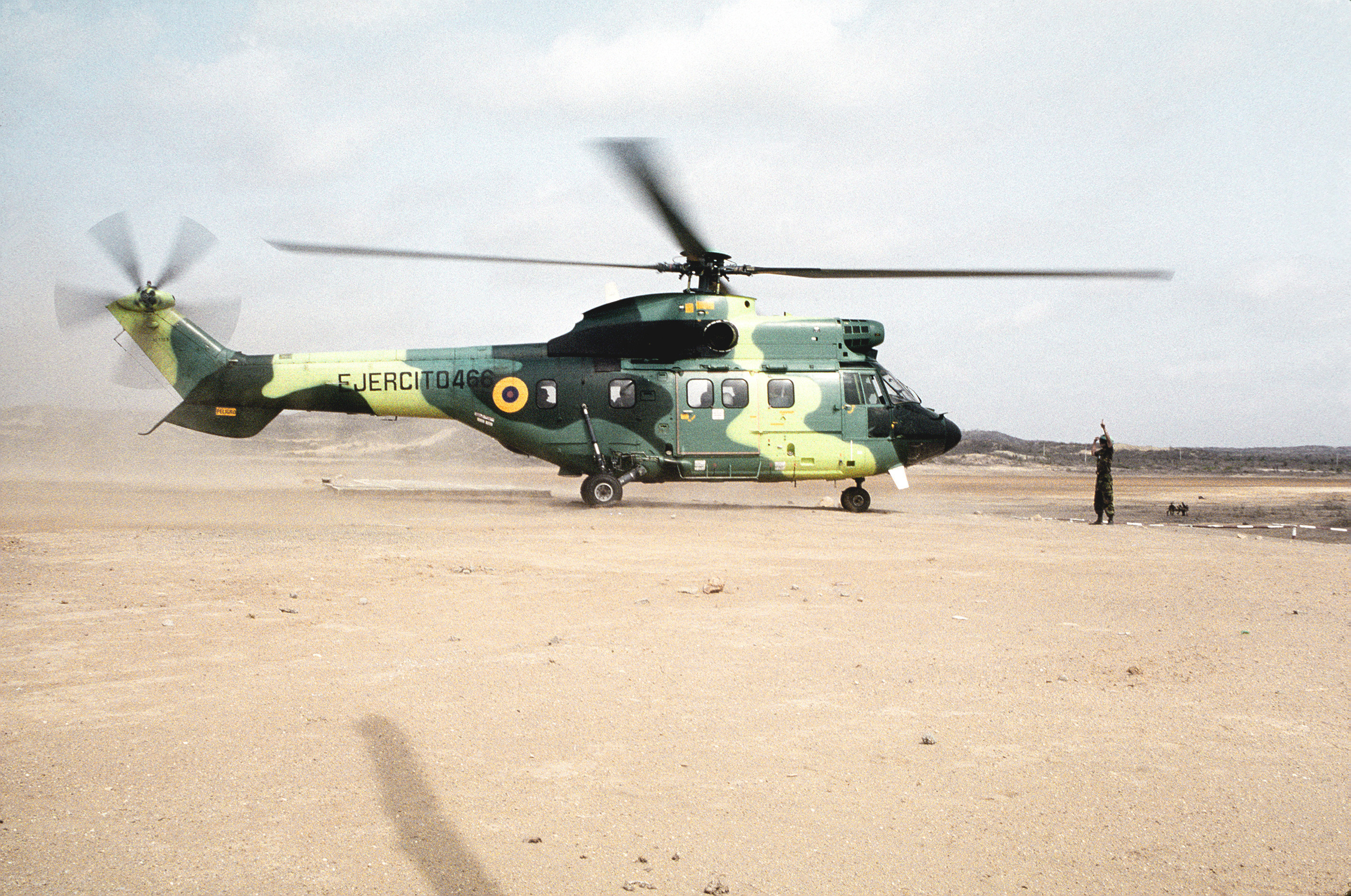
厄瓜多尔服役的AS532美洲狮直升机

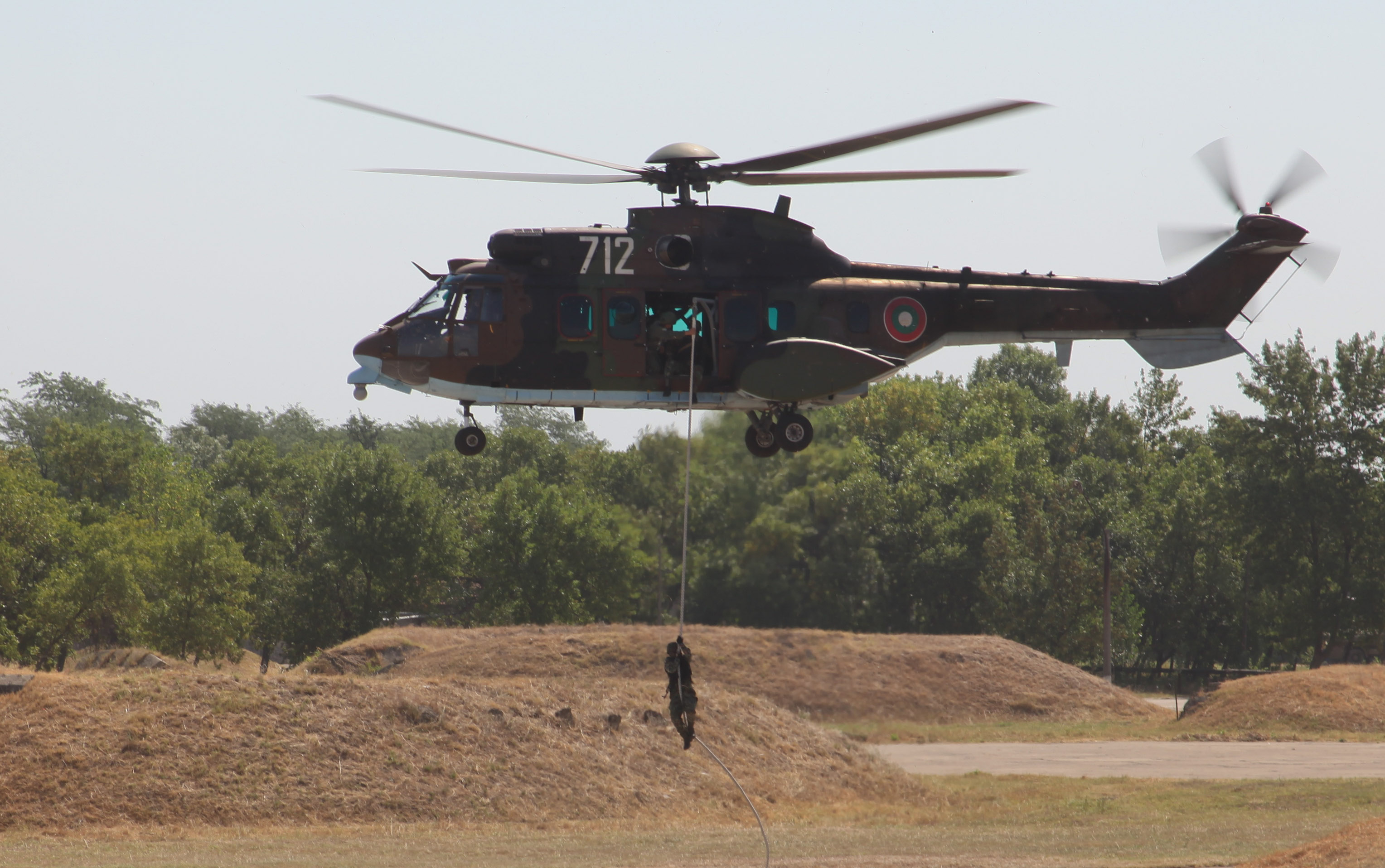
保加利亚空军的美洲狮直升机

阿尔巴尼亚
- 阿尔巴尼亚空军 (5架已预订) [1]

 巴西
- 巴西陆军[1]
- 巴西海军[1]

 保加利亚
- 保加利亚空军[1]

 智利
- 智利海军[1]

 法國
- 法国空军[1]
- 法国陆军[1]

 德国
- 德国空军[2]

 马拉维
- 马拉维武装部队[1]

 荷蘭
- 荷兰空军[1]

 沙烏地阿拉伯
- 沙特空军[3]

 斯洛維尼亞
- 斯洛文尼亚空防军[1]

 西班牙
- 西班牙空军
- 西班牙陆军[1]

 土耳其
- 土耳其空军[1]
- 土耳其陆军[1]

 委內瑞拉
- 委内瑞拉空军[4]

 辛巴威
- 津巴布韦空军[5]